# Djuptjärnen (Bjurholms socken, Ångermanland)
Djuptjärnen är en sjö i Bjurholms kommun i Ångermanland och ingår i Leduåns huvudavrinningsområde.